# Tây Hạ Thần Tông
Tây Hạ Thần Tông (chữ Hán: 西夏神宗; 1163-1226), tên thật là Lý Tuân Húc (李遵頊), là vị hoàng đế thứ tám của triều đại Tây Hạ, trị vì từ năm 1211 đến năm 1223..
Tuân Húc, là người trong tôn thất Tây Hạ từng thi đỗ tiến sĩ cập đệ. Ông lên ngôi ngày 3 tháng 7 âm lịch năm 1211, sau khi lật đổ Tây Hạ Tương Tông và đổi niên hiệu thành Quang Định. Lúc đó ông 49 tuổi. Tháng 3 năm Sùng Khánh thứ nhất (1212), Vệ Thiệu Vương nhà Kim sai sứ sang phong ông làm Hạ quốc vương.
Sau khi lên ngôi, ông vẫn tiếp tục thực thi chính sách của Tương Tông, ra mặt chống đối nhà Kim. Hoàng đế nhà Kim rất tức giận, định đánh Tây Hạ, nhưng Thần Tông đã ra tay trước, đem quân đánh Kim. Để có lực lượng đánh Kim, Thần Tông huy động quân đội toàn quốc tham gia, ra lệnh bắt lính, cho những thanh niên trai tráng làm quân lính ra chiến trường đánh Kim. Lúc đó, tình hình Tây Hạ đang lúc khó khăn, kinh tế nghèo nàn, xã hội bất ổn, nhà vua lại ra lệnh bắt lính, lại còn bắt dân phải đóng sưu cao thuế nặng để dùng tiền chi phí vào việc binh. Điều đó khiến dân chúng oán giận, lòng người chia lòng, ai ai cũng lầm than, trách triều đình vô đạo. Mặc dù nhiều đại thần khuyên ngăn Thần Tông, khuyên ông nên hòa giải với nhà Kim, nhưng ông không nghe. Điều này đánh dấu sự sụp đổ tất yếu của nhà Tây Hạ trong tương lai.
Năm 1223, Tây Hạ Thần Tông nhường ngôi cho con là Lý Đức Vượng, còn mình lên làm thượng hoàng. Lý Đức Vượng nối nghiệp, chính là vua Tây Hạ Hiến Tông. Mùa xuân năm 1226, Thần Tông băng hà, thọ 64 tuổi.